# Liste von Kirchengebäuden der evangelischen Landeskirchen in Deutschland

Landeskirchen der EKD

Die Liste von Kirchengebäuden der evangelischen Landeskirchen in Deutschland ist eine Übersicht über bestehende und ehemalige Sakralbauten wie zum Beispiel Kirchen und Kapellen innerhalb des Dachverbands der Evangelischen Kirche in Deutschland (EKD). Sie ist nach den 20 Gliedkirchen untergliedert. 

## Liste
| Landeskirche                                                   | Bestehende Kirchen | Aufgegebene Kirchen |
| -------------------------------------------------------------- | ------------------ | ------------------- |
| Evangelische Landeskirche Anhalts                              |                    | Liste               |
| Evangelische Landeskirche in Baden                             |                    |                     |
| Evangelisch-Lutherische Kirche in Bayern                       |                    | Liste               |
| Evangelische Kirche Berlin-Brandenburg-schlesische Oberlausitz |                    | Liste               |
| Evangelisch-Lutherische Landeskirche in Braunschweig           | Liste              |                     |
| Bremische Evangelische Kirche                                  |                    |                     |
| Evangelisch-lutherische Landeskirche Hannovers                 | Liste              | Liste               |
| Evangelische Kirche in Hessen und Nassau                       |                    | Liste               |
| Evangelische Kirche von Kurhessen-Waldeck                      |                    |                     |
| Lippische Landeskirche                                         | Liste              |                     |
| Evangelische Kirche in Mitteldeutschland                       |                    | Liste               |
| Evangelisch-Lutherische Kirche in Norddeutschland              |                    | Liste               |
| Evangelisch-Lutherische Kirche in Oldenburg                    | Liste              |                     |
| Evangelische Kirche der Pfalz (Protestantische Landeskirche)   |                    |                     |
| Evangelisch-reformierte Kirche                                 | Liste              |                     |
| Evangelische Kirche im Rheinland                               |                    | Liste               |
| Evangelisch-Lutherische Landeskirche Sachsens                  |                    | Liste               |
| Evangelisch-Lutherische Landeskirche Schaumburg-Lippe          | Liste              |                     |
| Evangelische Kirche von Westfalen                              |                    | Liste               |
| Evangelische Landeskirche in Württemberg                       |                    |                     |